# Кочубей Марія Василівна
Княгиня Марія Кочубей (уроджена Васильчикова, 10 вересня 1779, Москва — 12 грудня 1844, Париж) — статс-дама Російської імперії. Дружина державного діяча Віктора Кочубея, кавалер ордена Святої Катерини I ступеня.

## Життєпис

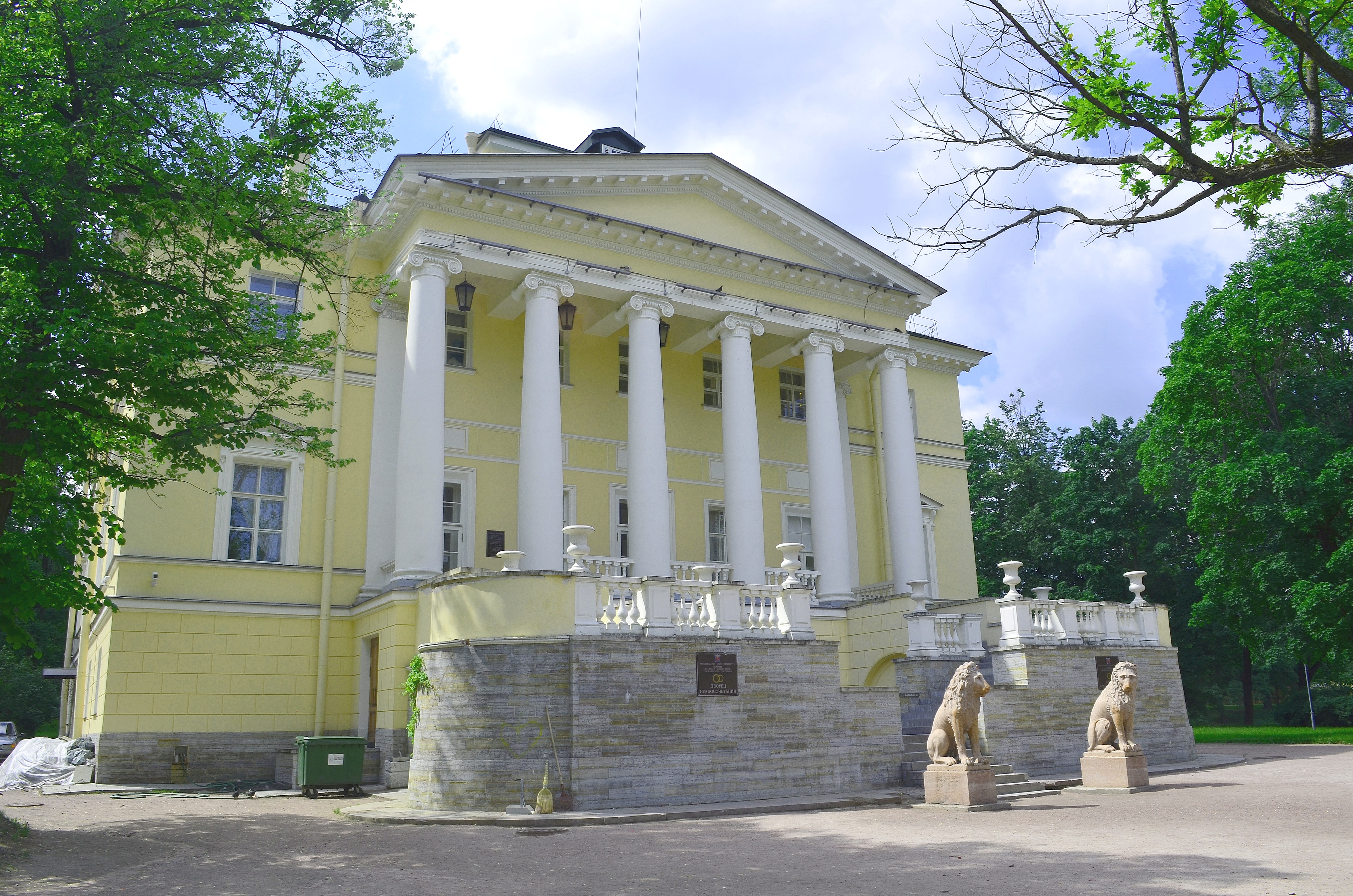
Дача Марії Кочубей в Царському Селі

Народилася в сім'ї камергера Василя Васильчикова (1743–1808), брата єкатерининського фаворита, і фрейліни графині Ганни Розумовської (1754–1826), доньки останнього гетьмана, яка закінчила життя схимомонахинею, під ім'ям стариці Агнії.
Майже відразу після народження її практично викрала і відвезла до Петербурга тітка, пані Наталя Загряжська, у якої не було дітей. Батьки намагалися домогтися повернення доньки, але Загряжська оголосила, що якщо їй залишать Марію, то вона зробить її єдиною спадкоємицею. Рідні вирішили не перешкоджати. Загряжська сильно прив'язалася до своєї «Марійки» і справді залишила їй своє солідне багатство.
У вересні 1799 до Марії посватався віцеканцлер, улюбленець Павла I граф Віктор Кочубей. З цього приводу граф П. Завадовський писав своєму другові С. Воронцову:
|  | Про одруження Кочубея давно ходять чутки; а вчора сказали мені, що і дозвіл від двору вже є, після доповіді про те, про що досі не відкривався мені ні словом про свої наміри; а я вчинив допит про те, що він замовчував. У любовних справах він завжди був вітрогон, що нарешті, обрушився. Hе тільки в його роки, але і літня людина потрапляє до подібної пастки. Отже, дивуватися тут нема чому. |

Як говорилося в сімейному переказі, сватання було раптовим, і було викликане вгаданим Кочубеєм наміром імператора одружити його зі своєю фавориткою Ганною Лопухіною.
13 листопада 1799 відбулося вінчання в церкві Св. Симеона і Св. Анни Пророчиці на Моховій, поручителем нареченого був М. Загряжський ; нареченої — графи Лев і Петро Розумовські.
Молодята Кочубеї, що потрапили в немилість після весілля, відразу поїхали до Диканьки, а потім в Дрезден. Після приходу до влади царя Олександра I Віктор Кочубей повернувся до Петербурга і незабаром викликав до себе і дружину, що тільки народила дочку. З ними оселилася і пані Наталя Загряжська, що не покидала улюбленої племінниці до самої смерті. Блискуча кар'єра чоловіка і його близькість до Олександра I допомогли Марії Кочубей зайняти завидне положення в суспільстві і при дворі.
22 липня 1804 Марія Кочубей отримала статус «кавалерної дами» і орден Святої Катерини, 22 серпня 1826 — отримала звання статс-дами, в 1831 Василь Кочубей отримав звання князя, а 15 квітня 1841 Марія Кочубей отримала орден Святої Катерини I класу.
У 1817-1818 сім'я Кочубеїв жила в Парижі. Після повернення в Російську імперію вони оселилися в Царському Селі на новій дачі, де у них запросто бували імператори Олександр, а потім Микола Павлович. Поет Пушкін був постійним відвідувачем їхнього петербурзького будинку на Фонтанці.
Сперанський, що близько знав подружжя Кочубеїв, так описував Марію Кочубей в листі доньці в 1818 році: «Графиня Кочубей є найпрекраснішою моральною жіночою істотою, яку тільки вдавалося мені бачити».
Доллі Фікельмон вважала її «милою і чарівною, при цьому дуже живою, дотепною і такою, що вміє викладати свої думки в чарівній манері» .
Овдовівши в 1834, Марія Кочубей змушена була продати дачу в Царському Селі, щоб сплатити борги. Проживаючи взимку в Петербурзі, вона не припиняла блискучих прийомів, встановлених за життя чоловіка. Літо зазвичай проводила в українській садибі «Диканька», іноді виїжджаючи закордон. У своєму маєтку княгиня-вдова
трималася царицею; втім, не вона одна — в ті часи багато хто зі знатних дам новопожалованих родів любили у себе в маєтках, як кажуть французи, jouer la reine. На єктеніях слідом за імператорським прізвищем і ім'ям місцевого архієрея священник молився за княгиню з чадами і за покійного князя. На прийомах, обідах і навіть тоді, коли, крім сім'ї та домочадців, нікого не було, всі в очікуванні княгині збиралися в одну з віталень, і тільки за кілька хвилин вона з'являлася в супроводі двох-трьох приживалок; це дещо скидалося на імператорський вихід, але не здавалося смішним, тому що розкіш Диканьки цьому відповідала.

Під час однієї із закордонних поїздок княгиня Кочубей померла. Тіло було перевезене до Санкт-Петербурга, де і поховане в церкві Святого Духа Олександро-Невської Лаври. У метриці про смерть написано, що «тіло покладене на Монтмартському цвинтаріі».

## Родина
У шлюбі Кочубеї мали 13 дітей, з них 8 померли в дитинстві:
- Наталія Строганова (1800–1855), одружена з графом А. Г. Строгановим (1795–1879), юнацька любов О.Пушкіна.
- Олександр (1802–1808)
- Павло (21.10.1803[9] — 29.03.1807), хрещений в Симеонівській церкві на Моховій, хрещеник графа Іллі Безбородька і графині Є. Апраксіної.
- Микола (1805 — 11.03.1811[10]), помер від кору.
- Андрій (01.04.1807[11] — 23.05.1816[12]), хрещений в Симеонівській церкві на Моховій, хрещеник М. Васильчикова і Н. Загряжської; помер від сухот.
- Катерина (1808–1809)
- Єлизавета (1809–1809)
- Лев Кочубей (1810–1890), дійсний статський радник, був одружений з композиторкою Ялисоветою Кочубей (1821–1897).
- Олена (1811–1811)
- Василь (1812–1850), камергер, дійсний статський радник, археолог і нумізмат, одружений з 1847 з удовою княгинею Оленою Білосільською, уродженою Бібіковою (1812–1888), падчеркою О. Бенкендорфа.
- Анна (30.09.1813[13] — 16.03.1827), померла від сухоти, похована в Олександро-Невській лаврі.
- Михайло (1816–1874), гофмаршал, одружений з княгинею Марією Барятинською (1818–1843), донькою Іваана Барятинського.
- Сергій (1820–1880), дійсний статський радник, полтавський маршалок шляхти, одружений з Софією Демидовою, уродженою графинею Бенкендорф (1825–1875), донькою генерала О. Бенкендорфа.

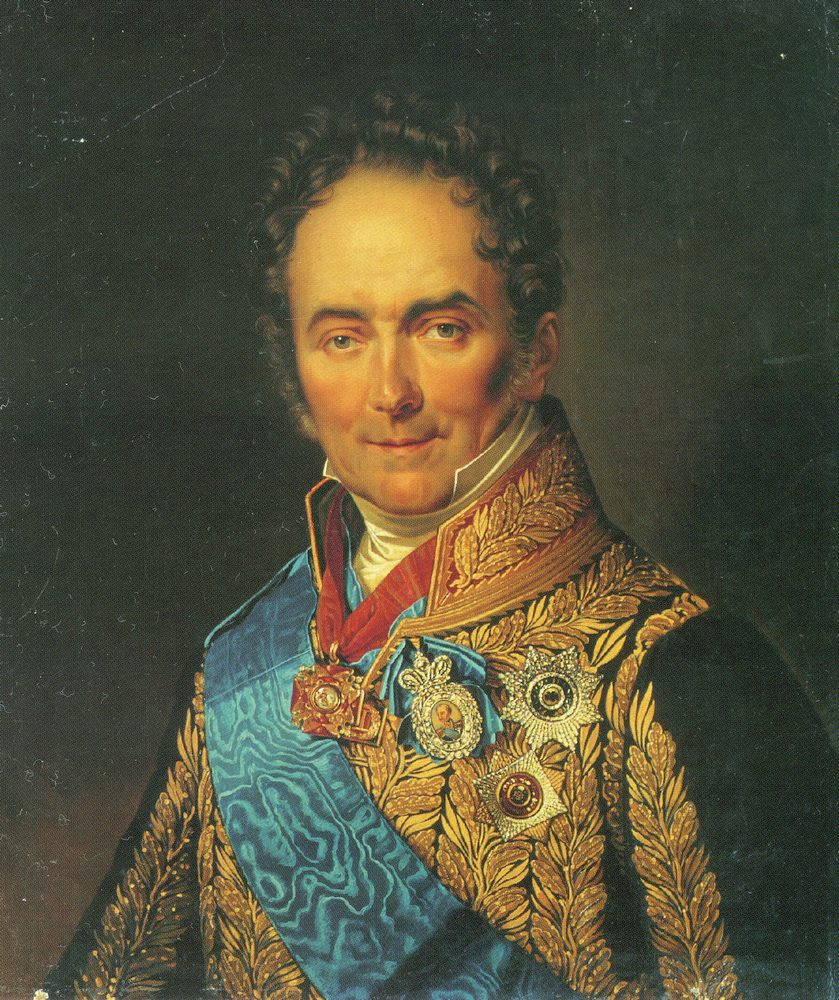
Віктор Кочубей, чоловік
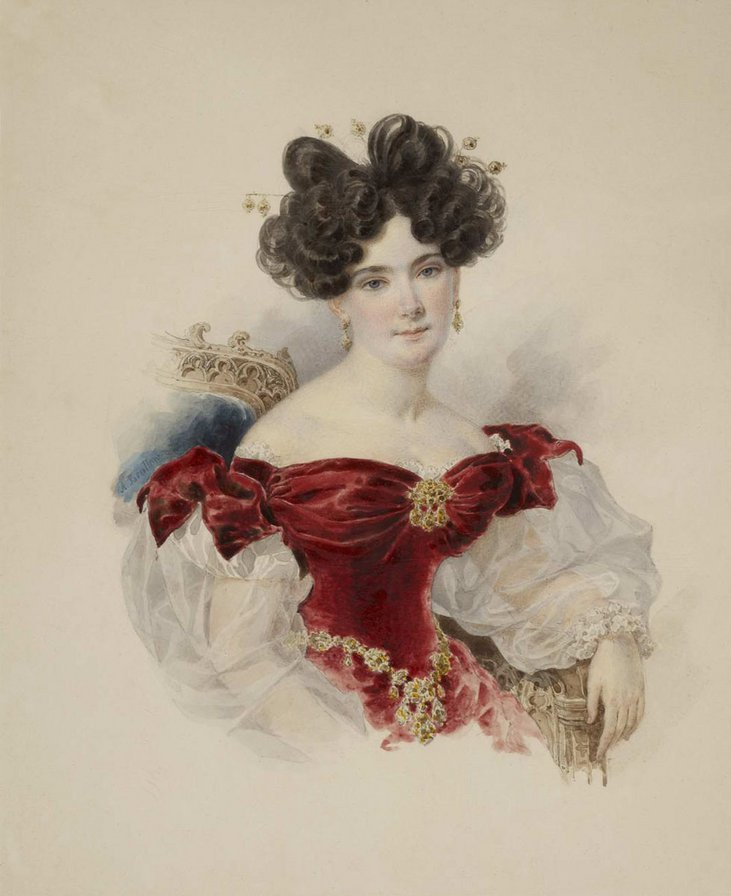
Наталія Кочубей, донька
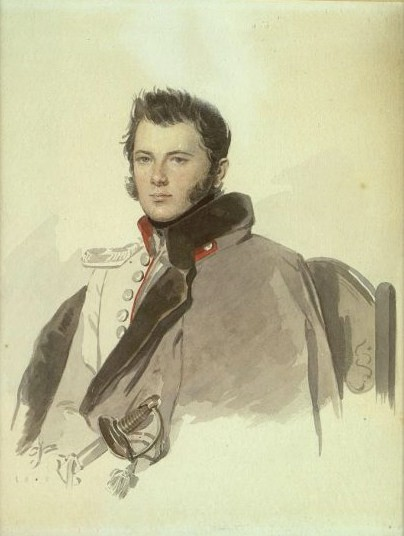
Левко Кочубей, син
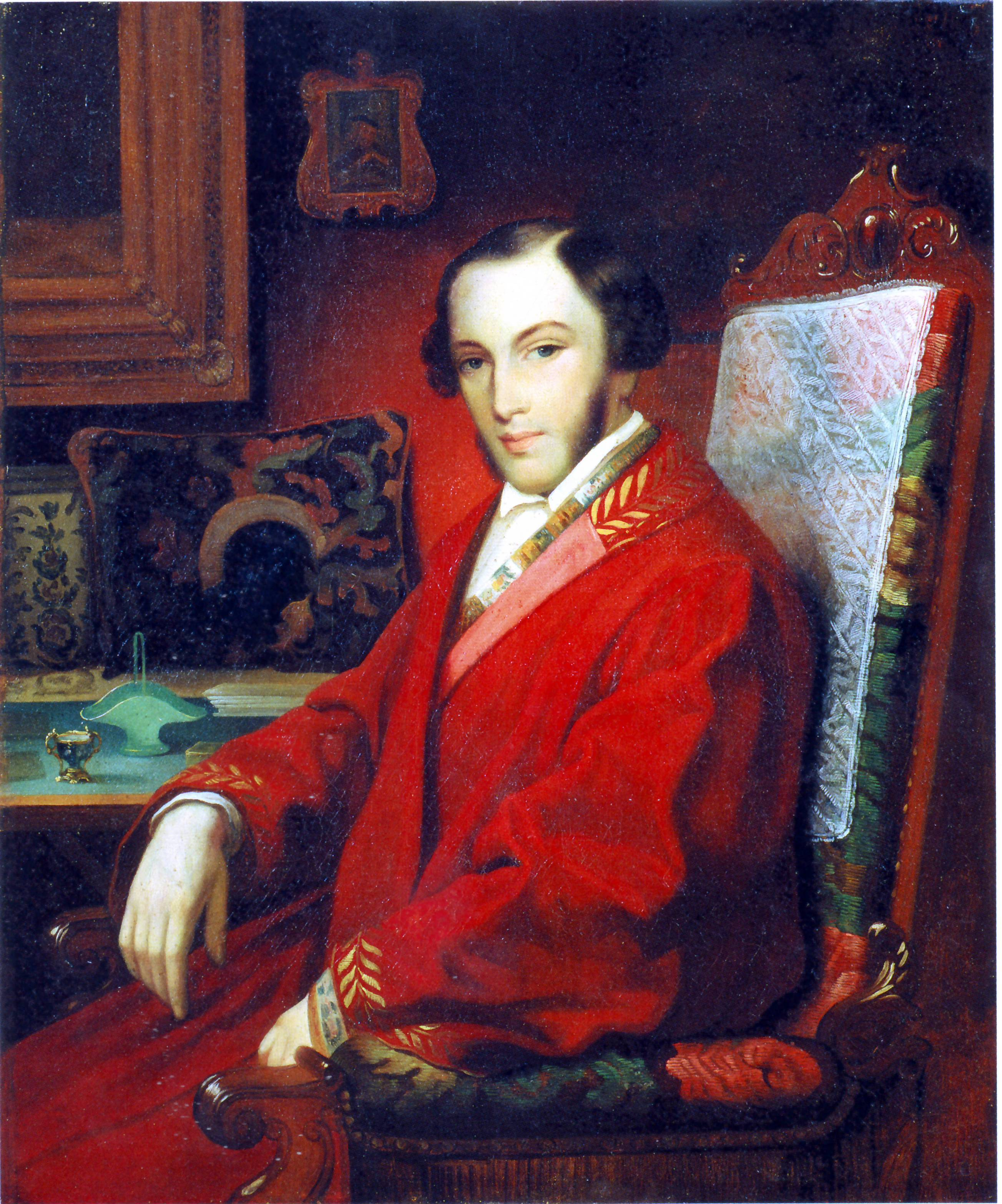
Василь Кочубей, син
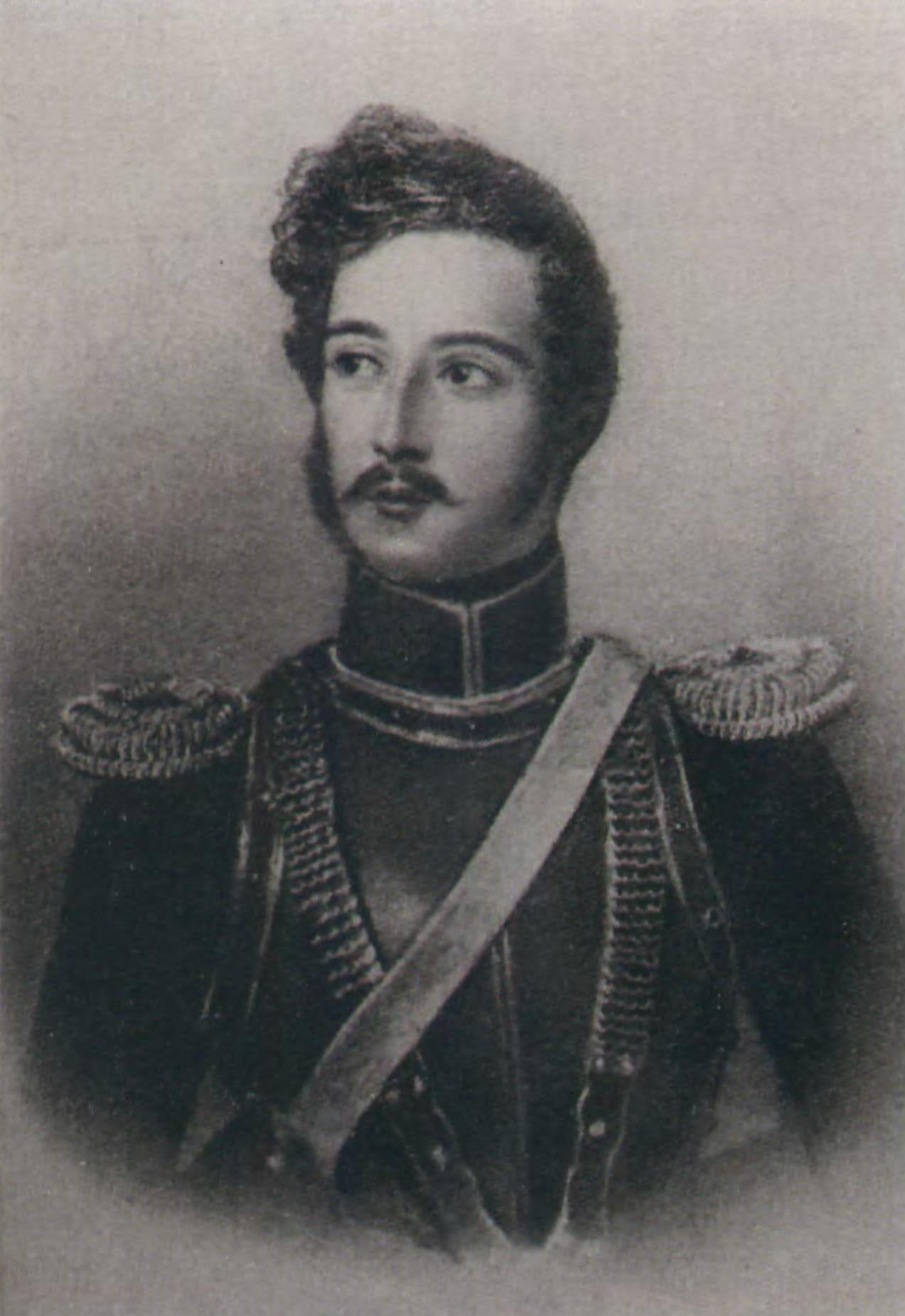
Михайло Кочубей, син